# 科林·格林伍德
科林·查爾斯·格林伍德（英語：Colin Charles Greenwood，1969年6月26日—）是英國音樂家，也是另類搖滾樂團電臺司令的貝斯手。格林伍德與他的弟弟強尼·格林伍德在就讀牛津的阿賓頓學校時遇到了其他樂團成員。除了電貝斯外，格林伍德也能演奏低音提琴和電子樂器。

## 早年經歷
格林伍德的父親曾在英國軍隊服役，小時候住在德國的科林有足夠的時間精通德語。他是電臺司令的吉他手強尼·格林伍德的哥哥。 他們的家庭歷來與英國共產黨和費邊社有聯繫。格林伍德認為他的姐姐蘇珊（Susan Greenwood）影響了兄弟二人青少年時期的音樂品味：「她確實影響我們對悲哀音樂的喜好。墮落樂團、雜誌樂團和歡樂分隊。結果我們在學校被排斥，因為其他人都在聽鐵娘子樂團。」
格林伍德12歲時，他在牛津的獨立男校阿賓頓學校遇見了之後成為電臺司令的主唱湯姆·約克。其他未來的樂團成員艾德·歐布萊恩和菲利普·塞爾韋均就讀此校。
格林伍德在他15歲時買下第一把吉他。他在學校老師特倫斯·吉爾摩-詹姆士（Terence Gilmore-James）的教導下學習古典吉他，同時老師也將爵士樂、電影配樂、戰後先鋒音樂和二十世紀古典音樂教授給未來的樂團成員們。格林伍德說：「當我們開始玩樂團時，我們得到他的支持是非常重要的，因為我們不受校長支持。你知道的，那個男人曾經給我們發了一張賬單，指控我們使用學校財產，只因為我們星期天在其中一間音樂室練習。」
根據格林伍德的說法，他因樂團需要而開始彈貝斯，透過練習新秩序、歡樂分隊和奧蒂斯·雷丁的歌曲來自學。他的音樂影響包括布克爾·T與M.G.'s樂隊、比爾·威瑟斯和柯提斯·梅菲爾德。他說：「我們拿起各自的樂器，因為我們想要一起演奏音樂，而不只是因為我們想演奏那種特定的樂器。所以這更像是一個集體的角度，如果你可以讓別人演奏你的樂器來做出貢獻，那真的很酷。我不認為自己是一個貝斯手。我只是和其他人一起在樂團裡。」
身為一名1987年至1990年間在劍橋大學彼得學院學習英語的本科生，格林伍德閱讀現代美國文學，包括瑞蒙·卡佛、約翰·齊弗和其他戰後美國作家。在彼得學院期間，格林伍德擔任學院的娛樂總監，並在周五幫助安排了幾場演出，當時牛津大學和劍橋大學的主題派對通常是在大學酒吧舉行。

## 電臺司令

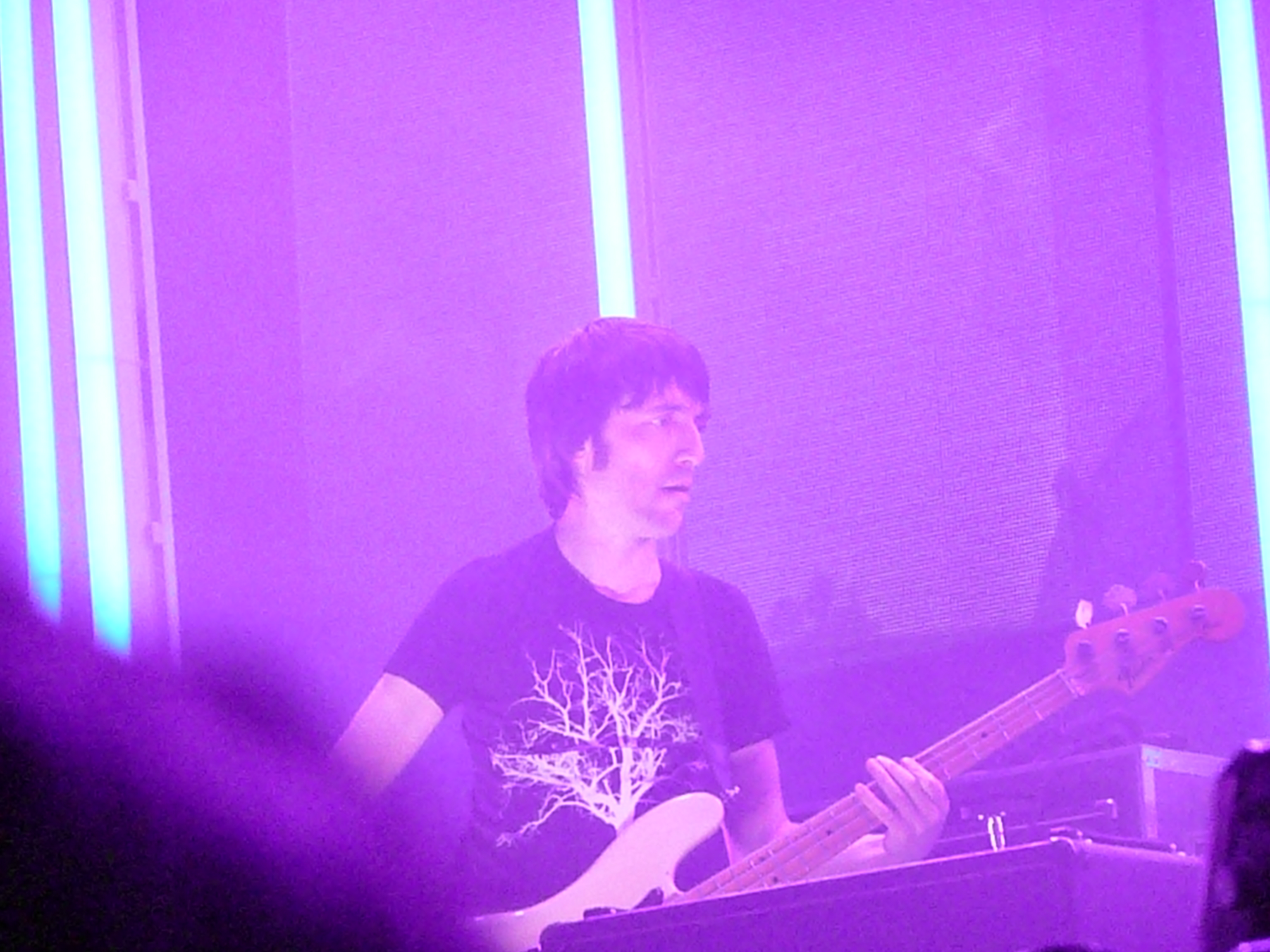
2008年的科林·格林伍德與電臺司令在布里斯托 (維吉尼亞州)的演出

1991年底，在科林·格林伍德與A&R代表基思·沃森克羅夫特（Keith Wozencroft）在格林伍德工作的Our Price唱片店的一次偶然的會面之後，他們的樂團On a Friday與EMI簽了六張專輯的合約，並將團名更改為電臺司令。到2011年，電臺司令在全球銷售了超過3000萬張專輯。他們將於2019年入選搖滾名人堂。
科林·格林伍德為樂團演奏了許多樂器，包括電貝斯、原聲貝斯吉他、低音提琴、取樣器、合成器和許多不同種類的打擊樂器。他較喜愛芬達的電貝斯。對於與自己在同一個樂團的弟弟強尼，科林表示：「除了正常的兄弟關係之外，我尊重他作為一個人和一個音樂家。」

## 其他事蹟
1997年，格林伍德參加了他的母校劍橋大學的營銷活動，為名為「把你自己放進照片裡」（Put Yourself in the Picture）的海報與當時的國立和私立學校的學生合影留念。這張海報「旨在打破一些阻礙學生申請劍橋的刻板印象並鼓勵更多國立學校學生申請。」
2003年，科林在強尼·格林伍德的首張個人專輯《Bodysong》的歌曲〈24 Hour Charleston〉中彈奏貝斯。2004年，格林伍德擔任由英格蘭藝術委員會贊助的下一代詩人才藝比賽的評審。同年，他參加了拉德利公學與聖海倫聖卡瑟琳高中合作舉辦的年度六年級會議中，探討數位版權管理法案的小組討論會。
2008年，格林伍德在詹姆斯·拉維諾為亞歷克斯·卡普夫斯基的電影《Woodpecker》所做的配樂中彈奏貝斯，拍手叫好樂團的李·薩金特和泰勒·薩金特也有參與製作。2014年，格林伍德在湯姆·約克的第二張專輯《明日的摩登音樂盒》中的歌曲〈Guess Again!〉擔任節奏採樣。2018年，他在《旁觀者》評論了麥可·帕林的書《Erebus: The Story of a Ship》。同年，他為埃及歌手Tamino於10月發行的首張專輯彈奏貝斯。

## 個人生活
格林伍德喜歡湯瑪斯·品瓊、V·S·奈波爾、德爾莫·施瓦茨等作家的作品。1998年12月，他與美國文學評論家和小說家莫莉·麥格蘭結婚。他們有三個兒子： 出生於2003年12月的傑西（Jesse）、出生於2005年12月的艾薩（Asa）以及出生於2009年12月的漢利（Henry）。一家人住在牛津。
格林伍德也是一位業餘攝影師。2003年，他在維多利亞與艾伯特博物館討論了他最喜歡的照片，並選了弗雷德里克·索默和哈羅德·尤金·艾傑頓為例。

## 外部連結
- Talk in Maths: Fansite
- How to Be Like Colin Greenwood – In Ten Easy Steps （页面存档备份，存于）
- Colin Greenwood News